# Mysterienspiel
Das Mysterienspiel (von griechisch mysterion, Geheimnis) ist eine seit dem Altertum praktizierte Form der Darstellung von religiösen Glaubensinhalten. Im Alten Ägypten sind bereits die Osiris-Mysterien belegt. Im 14. Jahrhundert hatten Formen des Dramas und Musiktheaters christlich-religiöse Motive. Der Begriff wird meist etwas weiter gefasst als der des liturgischen Dramas, das noch in den Zusammenhang mit dem Gottesdienst gehört und im Kirchenraum stattfindet. Das Mysterienspiel hat zumeist religiöse Inhalte, kann aber unabhängig von kirchlichen Zeremonien aufgeführt werden. Seine Renaissance hatte das Mysterienspiel unter anderem in Frankreich und England.

## Entwicklung seit dem Mittelalter
Volkstümliche Unterhaltung durch fahrende Schausteller war im Mittelalter beliebt, stand aber bei der Kirche in keinem hohen Ansehen. Andererseits hatten kirchliche Rituale selbst etwas Theatralisches an sich. So sind die Osterspiele hervorgegangen aus dem liturgischen Wechselgesang zwischen den von Geistlichen dargestellten drei Frauen und dem Engel am leeren Grab Christi (siehe Quem-quaeritis-Tropus). Der Wechselgesang entwickelte sich allmählich zu einer regelrechten Handlung, neue Personen wurden eingeführt, zum Beispiel Maria Magdalena oder Herodes. Die Spiele wurden auch mit komischen Einlagen erweitert, so zum Beispiel einem Wettlauf der Apostel zum Grab.
Ursprünglich auf Lateinisch gehalten, wurden die Szenen mehr und mehr mit Texten in den Volkssprachen versehen, aus den kirchlich gebundenen Spielen wurden selbstständige Dramen. Das älteste Osterspiel, das in deutscher Sprache verfasst ist, stammt aus dem Kloster Muri in der Schweiz (13. Jahrhundert), ist aber nur fragmentarisch überliefert. Daneben kennt man das Redentiner Osterspiel von 1464.

Beispiel eines heutigen Passionsspiels

Die Osterspiele entwickelten sich durch Einbeziehung der gesamten Leidensgeschichte zu Passionsspielen. Seit dem 14. Jahrhundert spielte man sie zunächst in kurzer Form, dann immer ausführlicher, bis sie oft mehrere Tage in Anspruch nahmen. Die Spiele wurden von Bürgern auf dem Marktplatz aufgeführt, wenngleich unter geistlicher Leitung. Man unterscheidet mehrere Zyklen, das St. Gallener Passionsspiel (seit dem 14. Jahrhundert), das Alsfelder (seit 1501), oder das von Bozen (seit 1514). Auch niederdeutsche Spiele sind überliefert, zum Beispiel aus Hamburg und aus Hildesheim.
In den verschiedenen Ausprägungen der Mysterienspiele wurden biblische Geschichten, Totentänze oder das Jüngste Gericht außerhalb der Kirchen auf Marktplätzen oder an anderen öffentlichen Orten dargestellt. Die Rollen wurden mehr und mehr von Mitgliedern der mittelalterlichen Zünfte übernommen, wobei jede Zunft für ein bestimmtes Stück zuständig war. Sie wurden nach und nach zu allen kirchlichen Feiertagen aufgeführt (vergleiche dazu zum Beispiel die Oberuferer Weihnachtsspiele). Aufgrund ihres gemeinsamen Ursprungs, zu großen Teilen hervorgegangen aus dem geistlichen Spiel, weist das Mysterienspiel mit dem Mirakelspiel in verschiedenen Aspekten starke Ähnlichkeiten auf.
Seit dem 15. Jahrhundert sind auch Fastnachtsspiele nachweisbar, ebenfalls als volkstümliche Unterhaltung und als Selbstdarstellung der Stadtbürger. Die ältesten erhaltenen Beispiele zeigen, wie einem unheilvollen Ereignis (zum Beispiel dem Winter) der Prozess gemacht wird. Später werden auch andere Aspekte des Lebens bis hin zu politischen Ereignissen dargestellt. Es sind etwa 150 solcher Stücke erhalten, die über ganz Deutschland verbreitet waren. Sind die anfänglichen Stücke noch anonym, so sind aus späteren Jahren auch einzelne Dichter bekannt, wie Hans Rosenplüt und Hans Folz (beide 15. Jahrhundert), sowie Hans Sachs (16. Jahrhundert).
Heute werden Mysterienspiele in der mittelalterlichen Bedeutung nur noch vereinzelt aufgeführt, so zum Beispiel in Meckenheim-Lüftelberg. Dort findet jedes Jahr um Fronleichnam eine Festspielwoche statt, in der ein Verein das Leben verschiedener Heiliger aufführt.
Moderne Mysterienspiele sind etwa der Salzburger Jedermann (1911) von Hugo von Hofmannsthal, der Totentanz (1934) von Hugo Distler, die Oper The Burning Fiery Furnace (1966) von Benjamin Britten oder Krach im Hause Gott (1994) von Felix Mitterer, in dem die feministische Theologie thematisiert wird.